# آرثر غارفيلد هايز
آرثر غارفيلد هايز (بالإنجليزية: Arthur Garfield Hays)‏ هو كاتب سير ذاتية ومحامي أمريكي، ولد في 12 ديسمبر 1881 في روتشستر في الولايات المتحدة، وتوفي في 14 ديسمبر 1954.

## وصلات خارجية
- آرثر غارفيلد هايز على موقع الموسوعة البريطانية (الإنجليزية)
- آرثر غارفيلد هايز على موقع مونزينجر (الألمانية)